# Lutová
Lutová (německy Luttau) je vesnice, část městyse Chlum u Třeboně v okrese Jindřichův Hradec v Jihočeském kraji. Leží jihozápadně od Jindřichova Hradce. Je vyhlášena jako vesnická památková zóna.

## Historie
Lutová je považována za jednu z nejstarších vsí na Třeboňsku. První písemná zmínka o vesnici pochází z roku 1349, zde Vítkovcizaložili kostel a faru, které se staly až do poloviny 18. století nejdůležitější církevní stavbou chlumeckého panství a přilehlých obcí.
O tvrzi, která zpustla pravděpodobně v 17. století, jsou přímé zprávy až ze 16. století. Její poslední zbytky byly odstraněny v roce 1974. Dominantou vesnice je původně gotický kostel Všech svatých ze druhé poloviny 14. století, přestavovaný po roce 1615 a dále roku 1875, kdy byla vystavěna věž. U kostela stojí empírová fara z doby kolem roku 1800. Na hřbitově je barokní Křížová cesta z poloviny 18. století a žulová boží muka z konce 17. století. Na návsi stojí kaple svatého Jana Nepomuckého z poloviny 19. století, uvnitř je plastika svatého Jana z doby kolem roku 1730. Od hřbitova je výhled do Třeboňské pánve.

## Přírodní poměry
Lutová sousedí se vsí Žíteč na severovýchodě, s obcí Stříbřec na severozápadě, s obcí Hamr na jihozápadě a s obcí Chlum u Třeboně na jihovýchodě.
Lutovou teče nevýznamný potok ústící poblíž Starého jezera do Rybniční stoky, v okolí je mnoho rybníků a jezer (Staré jezero, Starý u Lutové, Požár, Velký farský, Voles, Travičný, Starý hospodář, Výtopa, Starý kanclíř, Žebrákov, Kuželů, Borný, Planinský). Ve vsi je hostinec, penzion a hřbitov. Jižně od vesnice se nachází vrch Smíchovec a na severovýchodě se nachází návrší U Kostelíka.

## Obyvatelstvo
| Rok            | 1869 | 1880 | 1890 | 1900 | 1910 | 1921 | 1930 | 1950 | 1961 | 1970 | 1980 | 1991 | 2001 | 2011 | 2021 |
| -------------- | ---- | ---- | ---- | ---- | ---- | ---- | ---- | ---- | ---- | ---- | ---- | ---- | ---- | ---- | ---- |
| Počet obyvatel | 380  | 365  | 358  | 426  | 418  | 397  | 407  | 266  | 247  | 207  | 166  | 141  | 122  | 105  | 87   |
| Počet domů     | 54   | 57   | 53   | 61   | 68   | 69   | 76   | 80   | 78   | 71   | 57   | 91   | 94   | 95   | 92   |

## Obecní správa
Při sčítání lidu v letech 1850–1979 Lutová byla samostatnou obcí, se kterým patřila nejprve do okresu Třeboň, ale od roku 1960 v okrese Jindřichův Hradec. Od 1. ledna 1980 je částí městyse Chlum u Třeboně v okrese Jindřichův Hradec.

## Pamětihodnosti
Kulturní památky:
- kostel Všech svatých
- fara čp. 5
- křížová cesta a boží muka na hřbitově
- kaple svatého Jana Nepomuckého na návsi
- chalupa čp. 36
- kontribuční sýpka
- zřícenina poutního kostela Narození Panny Marie za vsí

Ostatní pamětihodnosti:
- kaplička Loučení Panny Marie
- hřbitov nad kostelem Všech svatých se starými hroby a hrobkou
- pomník padlým v severní části návsi
- řada staveb regionální lidové architektury
- drobné sakrální památky v krajině v okolí vsi

## Galerie

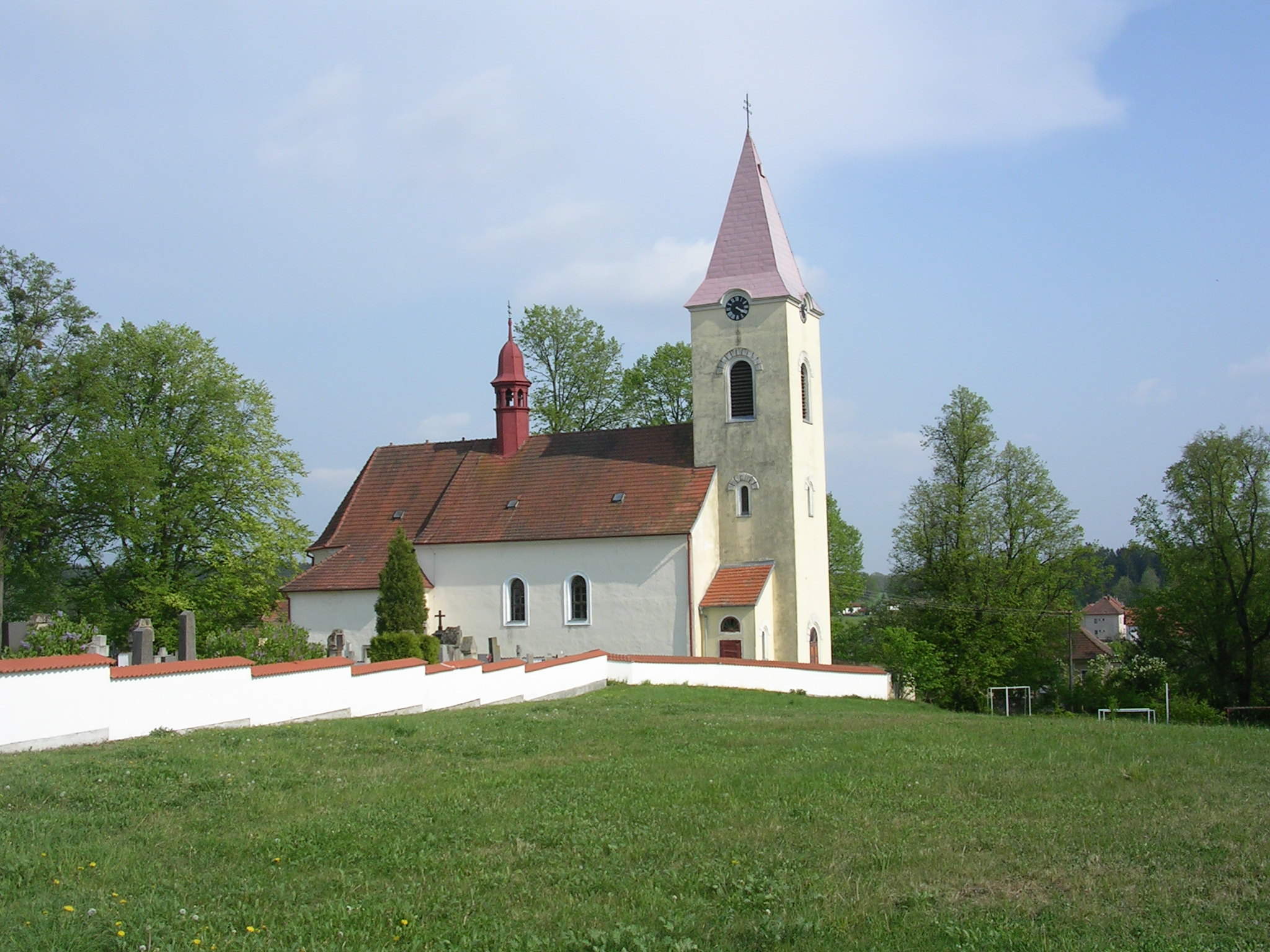
Kostel Všech svatých
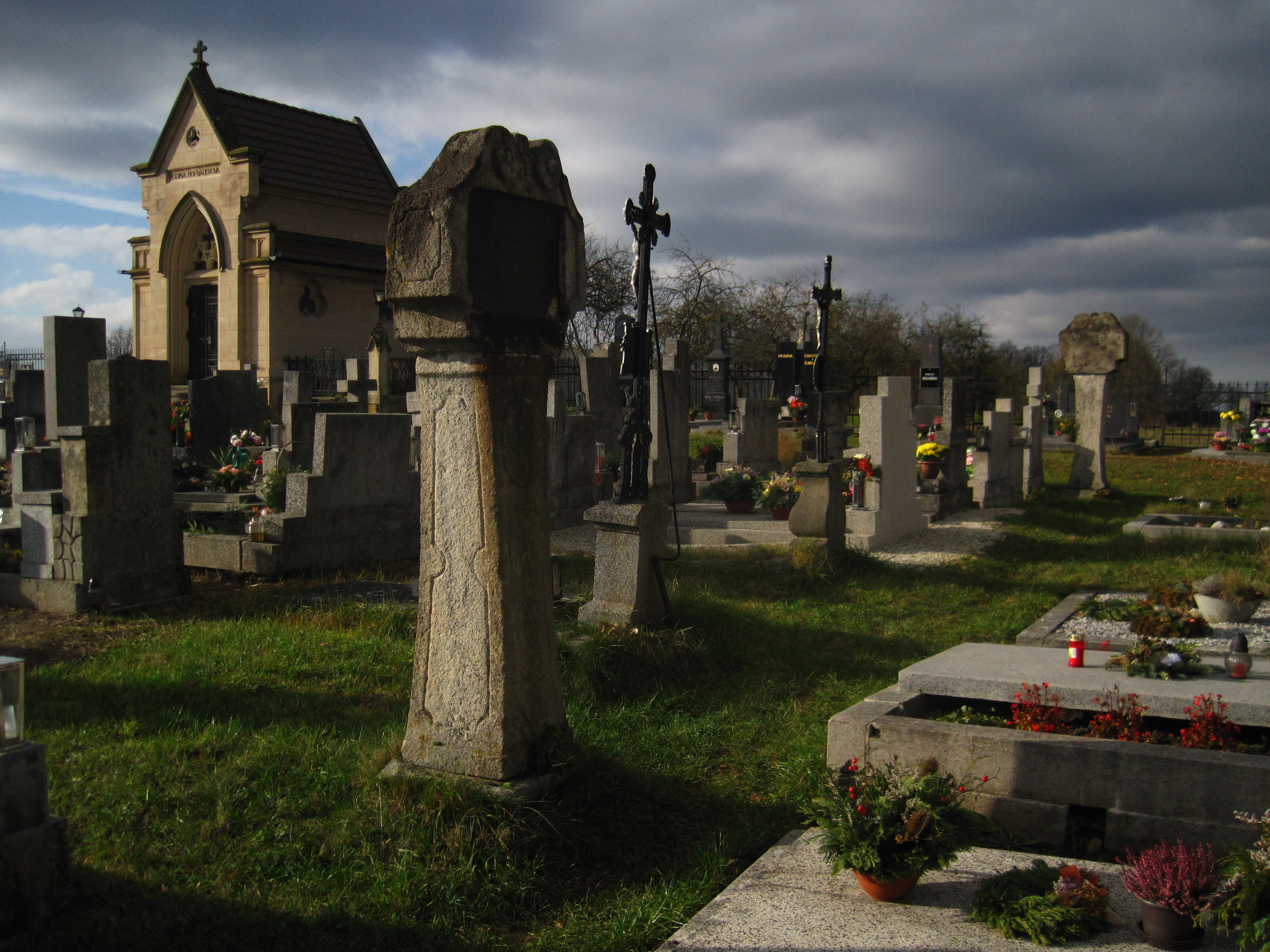
Hřbitov u kostela Všech svatých
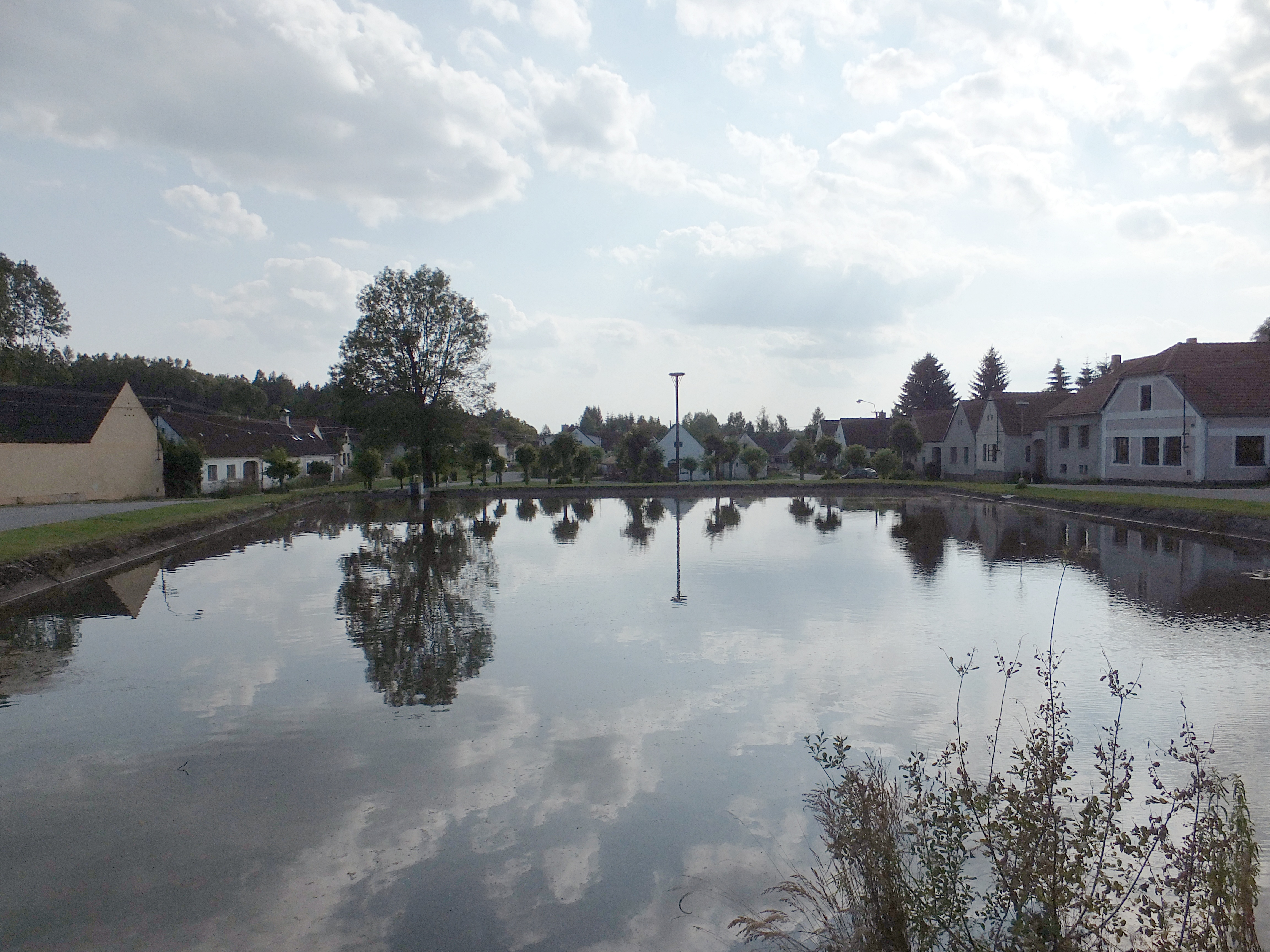
Rybník v jihozápadní části návsi
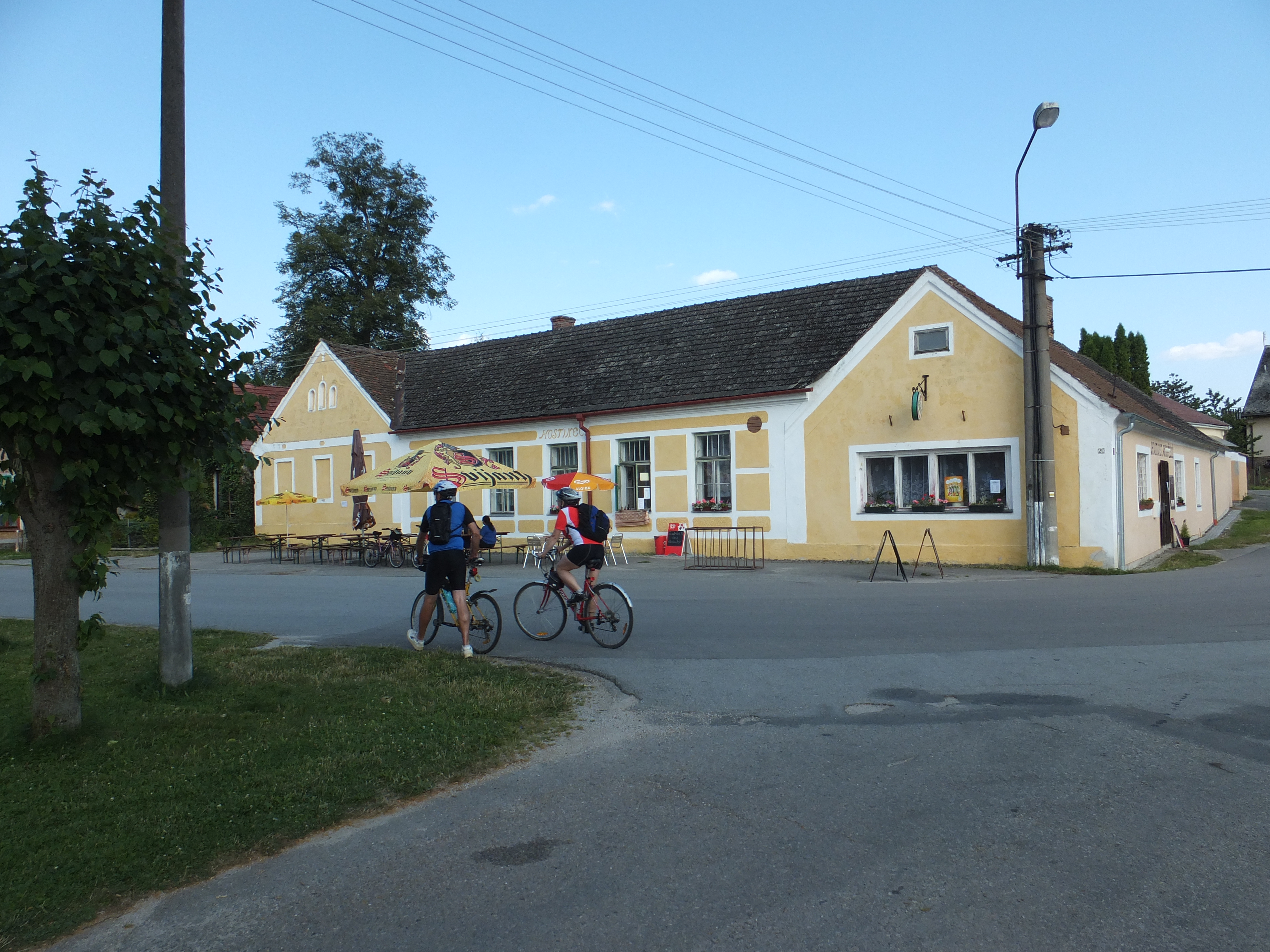
Hostinec čp. 20 U Kuželů na návsi
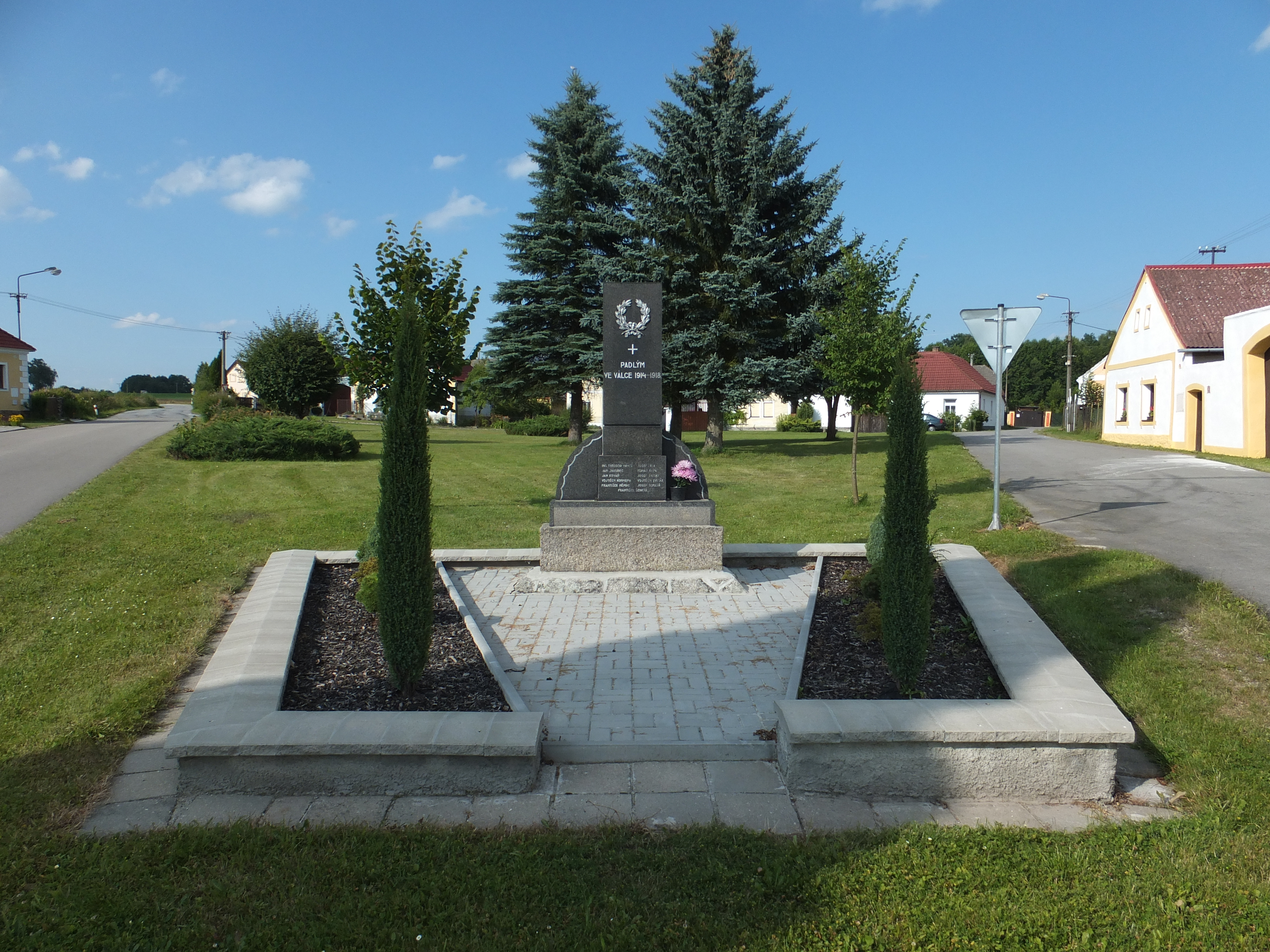
Pomník padlým v severní části návsi
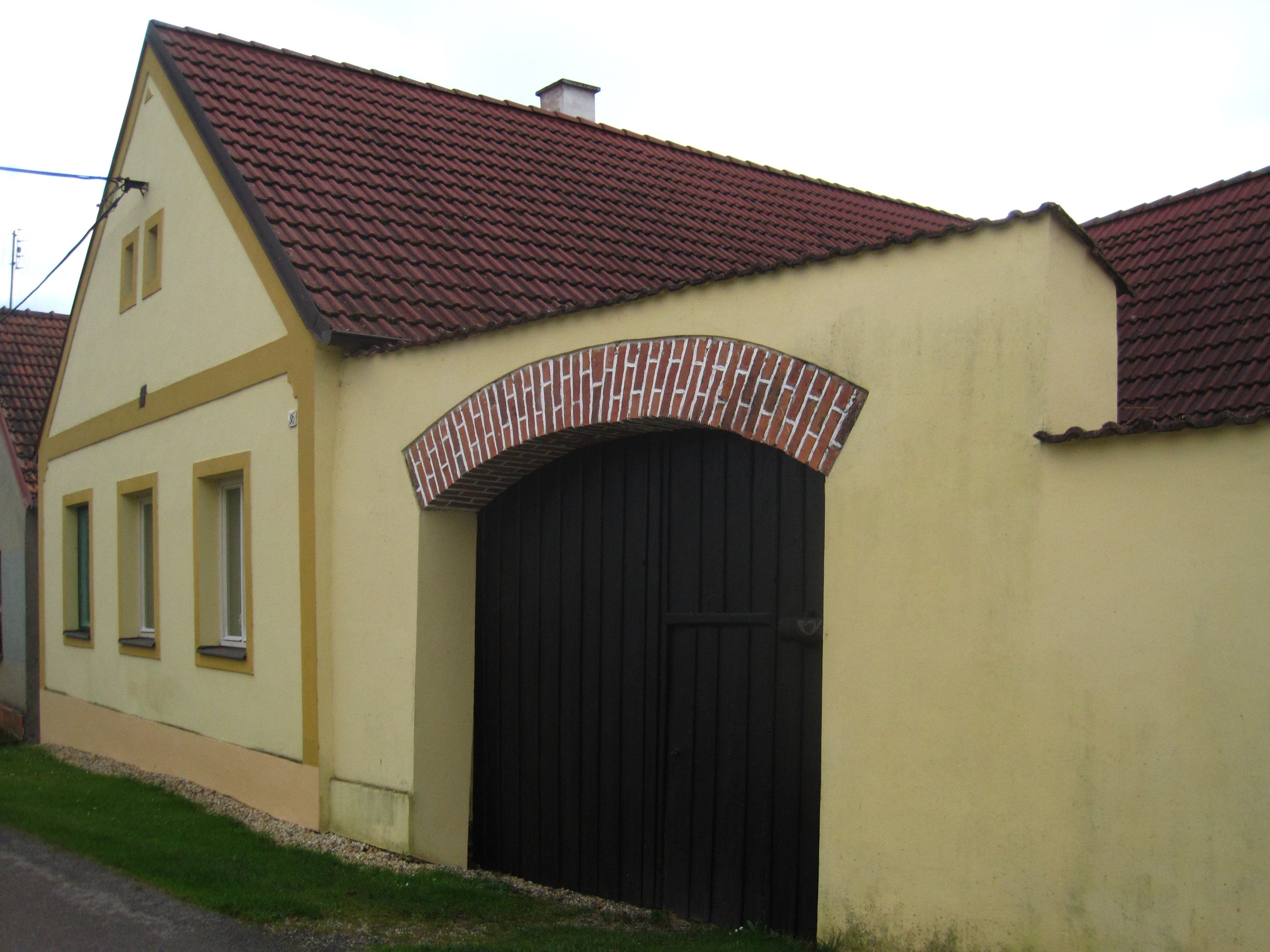
Chalupa čp. 36
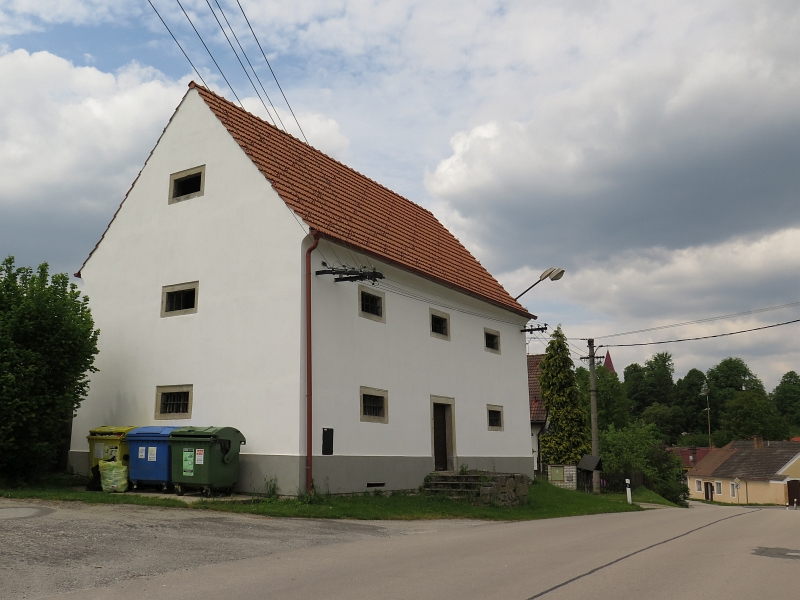
Památkově chráněná sýpka
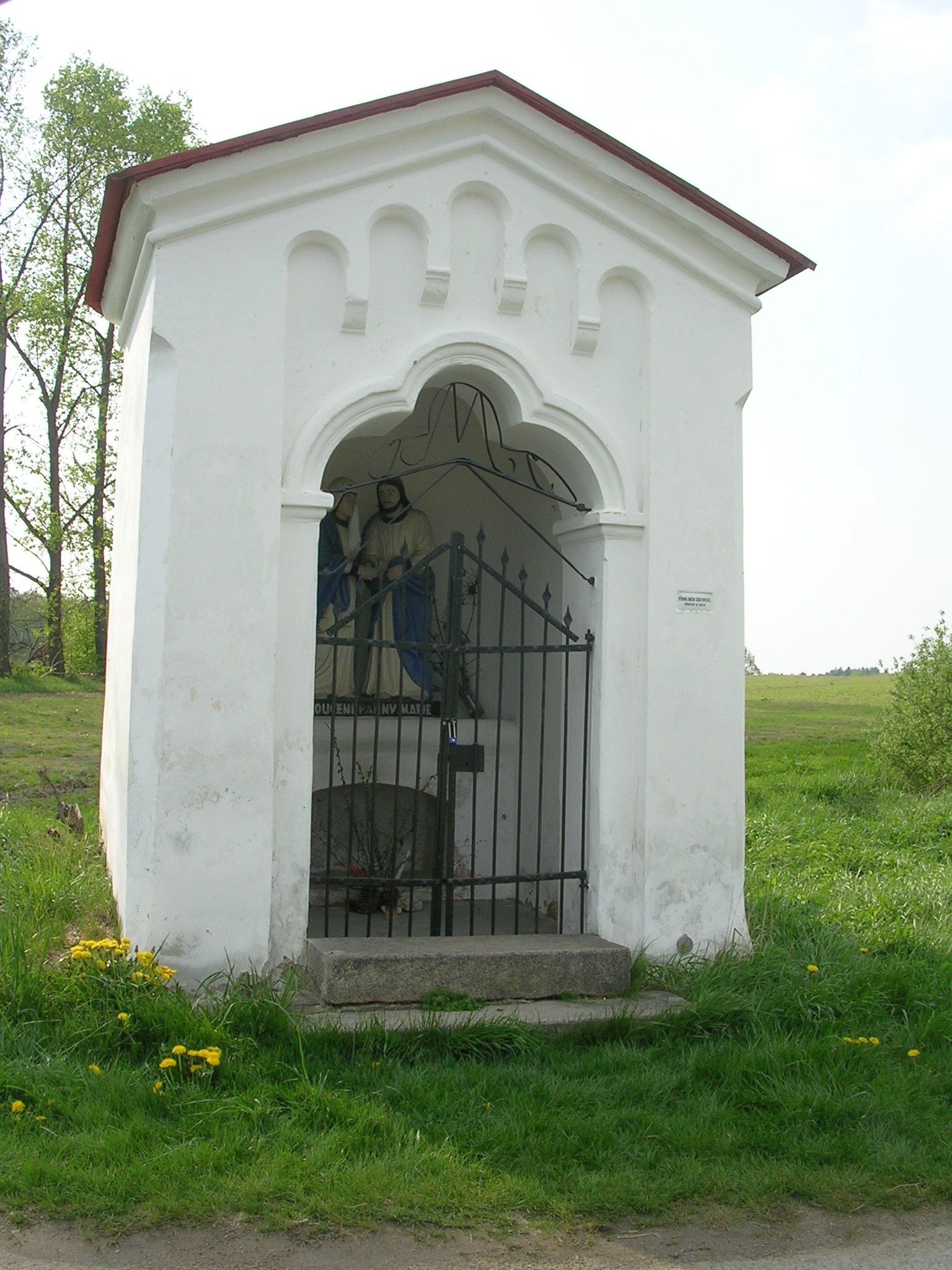
Kaplička Loučení Panny Marie
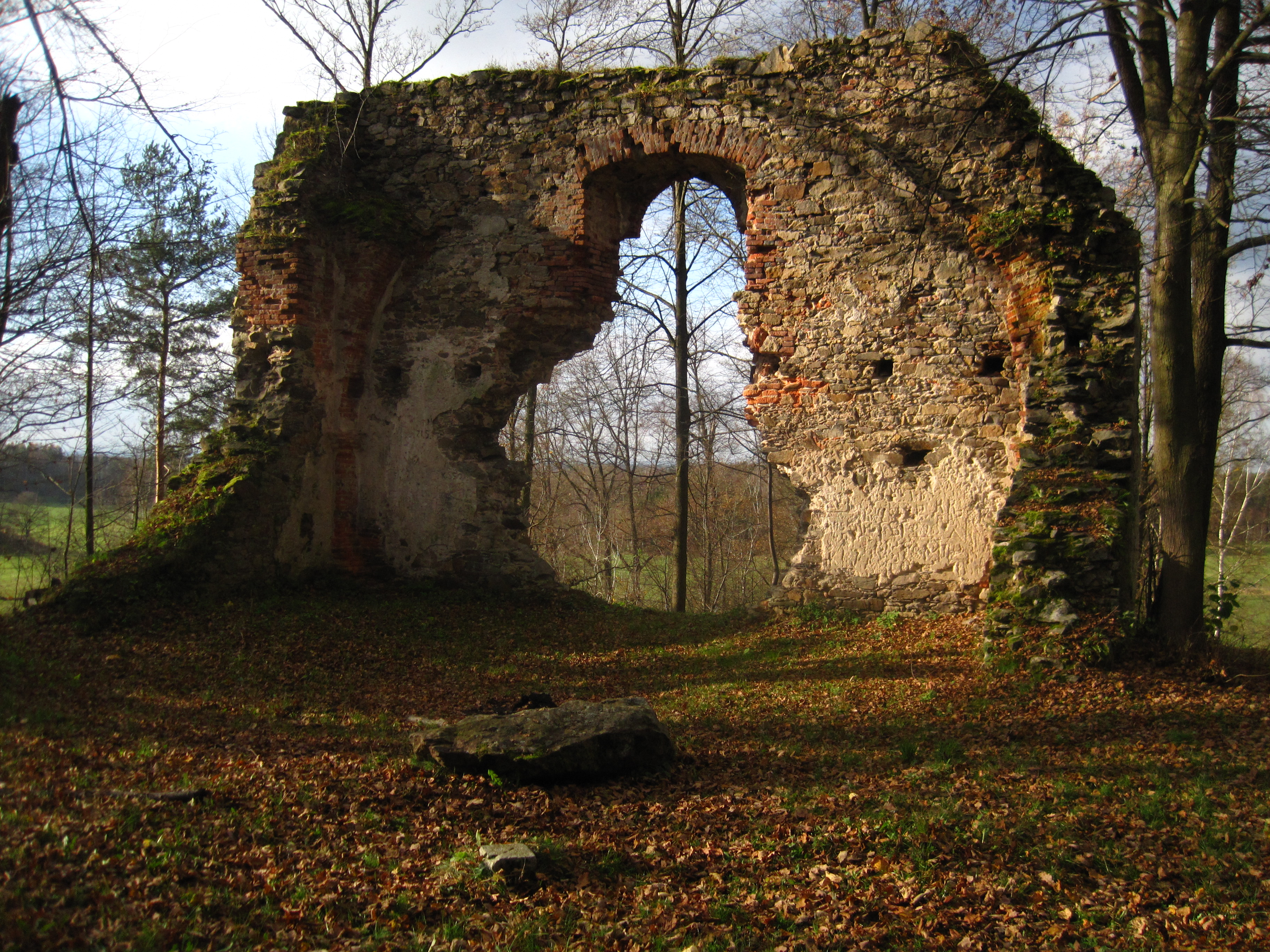
Zřícenina kostela Narození Panny Marie v lesíku za vsí